# UBS AG
A UBS Group AG é uma empresa de serviços financeiros com sede em Zurique, na Suíça, sendo uma das principais empresas globais de gestão de fortunas, banco de investimento, gestão e corretagem de valores mobiliários e de investimentos. Seus serviços são oferecidos a clientes institucionais, governos, grandes empresas e famílias de alta renda, através das seguintes divisões:
- Wealth Management
- Wealth Management Americas
- Personal & Corporate Banking (atuante somente na Suíça)
- Asset Management
- Investment Bank

Seus principais concorrentes são Goldman Sachs, Bank of America, Credit Suisse, Deutsche Bank, Citigroup, Morgan Stanley, JPMorgan Chase e Barclays.
A UBS resultou da fusão da Union de Banques Suisses com a Société de Banque Suisse, anunciada em 8 de dezembro de 1997 e efetivada em 1º de julho de 1998. Desde então, o termo "UBS" é utilizado como nome comum da empresa. Atualmente, o presidente do Conselho de Administração é Axel A. Weber, e o CEO é Sergio Ermotti.
O valor total dos ativos geridos em 2006 era de cerca de 2 652 bilhões de francos suíços (CHF), com uma capitalização em bolsa de CHF103,638 bilhões e fundos próprios de CHF 35,310 bilhões.